# Toco
1. 東循環で使用されていたクセニッツ車両
2. 2016年に導入された南西循環専用車両

toco（トコ）は、埼玉県戸田市が運行するコミュニティバスの愛称。正式名称は戸田市コミュニティバス。戸田市役所防犯くらし交通課が管轄している。
愛称は市民からの一般公募によって選定された。tocoの名称は「toda community bus」から取ったもので、このうち「co」には「comfortable（快適な）」「convenient（便利な）」の意味も持たせている。地域住民には「トコバス」と呼ばれ親しまれている。キャッチフレーズは「笑顔をのせてトコトコいくよ」。

## 概要
戸田市においては、長年にわたり国際興業バスが市内一帯で一般路線バスを運行してきた。ところが、1985年に国鉄（現：JR東日本）埼京線の運行開始に伴うバス路線の再編・統廃合などが実施されたことによってバス離れが進み、特に昼間にはバスの運行がない時間帯がある地域が発生するなど、利用者に不便を強いられることになった。このため、市が交通不便地域の解消を目的にコミュニティバスの企画を提案し、2000年10月頃に実証実験を行った。その実験結果を反映し、翌2001年10月に最初の路線となる「東循環」の運行を開始した。
その後、市民や利用者から運行路線の拡大要望が寄せられたことから、2003年11月には「西循環」と「美笹循環」を、2006年10月には「南西循環」をそれぞれ運行開始し、これによって市内のほぼ全体をカバーするコミュニティバスに育ててきた。
そして2011年1月16日には、誕生当初からの路線だった「東循環」を分割して2系統化する再編を実施し「喜沢循環」と「川岸循環」の2路線の運行を開始した。
他地域のコミュニティバスでは年末年始期間中は全便運休が多い中、戸田市コミュニティバス「toco」ではこれまで年中無休で運行してきたが、委託先の運行事業者側から年末年始における運転士の確保が困難であることを理由としての検討を求める要望があったため、他の運行方法がないことや公共施設等の休業が多いことに対しての影響が限定的であるとの判断により、2010年度より年末年始期間（12月29日 - 翌年1月3日の間）にて運休期間が設けられた。

### マスコットキャラクター
コミュニティバス「toco」のマスコットキャラクターとして、2001年の運行開始時に「tocoちゃん」が誕生した。「優しい」「親切」「明るい」「元気」な性格の女の子という設定。このキャラクターもコミュニティバスの愛称とともに市民公募により選定された。専用車両には「tocoちゃん」がラッピングされている。
戸田市の物産品で優れたものを認定する「戸田ブランド推奨品」（戸田市優良推奨品）を示すステッカーに、2009年頃から「tocoちゃん」が描かれるようになった。「tocoちゃん」は現在、戸田市のマスコットキャラクターとして市の事業などに使用され、コミュニティバスとともに親しまれている。

### 運行事業者
運行は以下の事業者との協定により実施しており、車両はすべて事業者所有のものを使用している。
- 国際興業戸田営業所
  - 喜沢循環・川岸循環・西循環・南西循環
- 埼京タクシー
  - 美笹循環

## 沿革
- 2000年（平成12年）10月1日 - 戸田市コミュニティバス：東循環の実証実験運行を開始する（同年10月30日まで）[5]。
- 2000年（平成12年）11月1日 - 戸田市コミュニティバス試行運行：西循環（1回目）を開始する（同年11月15日まで）[5]。
- 2001年（平成13年）10月8日 - 東循環の本格運行を開始する（運行開始当初の車両はクセニッツCITY-IIIが使われた）。
- 2002年（平成14年）10月1日 - 
  - コミュニティバス：西循環の2回目の実証実験運行を実施（同年11月30日まで）[6]。
  - コミュニティバス：美笹循環（A線：県道朝霞蕨線まわり）の実証実験運行を実施（同年10月31日まで）[6]。
- 2002年（平成14年）11月1日 - コミュニティバス：美笹循環（B線：新田公園まわり）の実証実験運行を実施（同年11月30日まで）[6]。
- 2003年（平成15年）4月1日 - 東循環：川岸会館前 → 川岸一丁目間に「川岸南」停留所（停留所番号：27-2）が新設されると共に、当該区間の運行経路を変更[7]。
- 2003年（平成15年）11月1日 - 西循環・美笹循環の本格運行を開始する。
- 2006年（平成18年）9月1日 - 東循環の車両が三菱ふそうエアロミディMEに置き換えられる[8]。
- 2006年（平成18年）10月1日 - 南西循環の運転を開始すると共に、西循環の運行経路の一部を変更する。
- 2008年（平成20年）11月1日 - 東循環6番バス停「戸田中央産院前」の名称を「戸田市役所入口」に変更。
- 2009年（平成21年）3月9日 - 美笹循環の車両にマイクロ車両（トヨタ・コースター）を投入（車両イラストデザインが、従来のワゴン車のうちの「花の公園」のものを継承）。これに伴って、これまで使われたワゴン車両2台のうちの1台が予備車両化（「花の公園」のみ）される[9]。
- 2010年（平成22年）12月29日〜2011年（平成23年）1月3日 - 今年度より年末年始期間において運休期間が設けられる[2]。
- 2011年（平成23年）1月16日 - 東循環を廃止・再編し、喜沢循環・川岸循環の運行を開始、それに対応して増車となる新車両1台（車両イラストテーマは「元気な街」、車種は31人乗りの日野・ポンチョロング(ディーゼル)）を投入、戸田公園駅西口の停車場所を交番裏手側ロータリーに移動[10][11][1]。
- 2011年（平成23年）3月15日〜3月24日 - 東北地方太平洋沖地震による燃料調達困難を理由に、全路線・全便とも終日運休[12]。
- 2012年（平成24年）4月16日 - 現状の施設名称への変更や移転等に反映させるため、一部停留所名の改称等を実施[13]。
  - 喜沢循環21番バス停「福祉青少年会館北」の名称を「障害者福祉会館北」に変更。
  - 川岸循環17番バス停「福祉青少年会館前」の名称を「障害者福祉会館前」に変更。
  - 美笹循環4番バス停「医療保険センター」の名称を「市民医療センター」に変更。
  - 南西循環8番バス停「給食センター」の名称を「下町さくら西ひろば」に、23番バス停「給食センター南」の名称を「給食センター入口」（改称とともに、バス停ポールの位置を西側へ200m移動）に、それぞれ変更。
- 2012年（平成24年）11月1日 - 戸田市の地域通貨「戸田オール券」がコミュニティバス「toco」専用回数券と交換できるようになった[14]。
- 2013年（平成25年） - 西循環の車両に日野・ポンチョロング(ディーゼル)を投入。
- 2013年（平成25年）2月1日 - 以下の停留所を移設[15]。
  - 美笹循環29番バス停「天王」のバス停ポールの位置を北側へ23m移動。
- 2013年（平成25年）7月1日 - バス停の設置に関して地域住民の賛同が得られなかったため以下の停留所を廃止[16][17]。
  - 喜沢循環3番バス停「上戸田福祉センター」
- 2014年（平成26年）4月 - 美笹循環の車両に日野・ポンチョショート(ディーゼル)を投入[18]。
- 2014年（平成26年）4月1日 - 市民医療センターの工事に伴い美笹循環の運行ルートを変更し以下の停留所を移設[19]。
  - 美笹循環4番バス停「市民医療センター」のバス停ポールの位置を施設の南側へ移動。
- 2014年（平成26年）5月12日 - 喜沢循環の運行ルートを変更[20]。
  - 以下の停留所を廃止。
    - 喜沢循環8番バス停「喜沢一丁目西」
    - 喜沢循環9番バス停「喜沢一丁目北」
    - 喜沢循環10番バス停「喜沢交番西」
    - 喜沢循環11番バス停「喜沢一丁目」

  - 以下の停留所を新設。
    - 喜沢循環3番バス停「上戸田二丁目」
    - 喜沢循環4番バス停「戸田市役所南」
    - 喜沢循環5番バス停「上戸田稲荷」
    - 喜沢循環10番バス停「カリン通り」
    - 喜沢循環11番バス停「とだ小林医院」
    - 喜沢循環12番バス停「喜沢一丁目」
- 2014年（平成26年）10月1日 - 戸田公園駅西口のバス停を交番裏のロータリーから戸田公園駅前行政センター横に移設[21]。これに伴い一部バス停の通過時刻を変更[22]。
- 2015年（平成27年）1月19日 - 戸田市の地域通貨「戸田オール券」のうち、100オール券1枚で「toco」に乗車できるようになった[23]。
- 2017年（平成29年）4月1日 - 交通事故防止と利便性向上のため、喜沢循環・川岸循環の運行ルートを変更するとともに停留所を新設[24]。
  - 以下の停留所を廃止。
    - 川岸循環10番バス停「戸田東中学校」
    - 川岸循環11番バス停「公団前」

  - 以下の停留所を新設。
    - 喜沢循環・川岸循環1番バス停「戸田公園駅北」
    - 川岸循環11番バス停「戸田東中学校北」
    - 川岸循環12番バス停「戸田東小学校」
- 2021年（令和3年）4月 - 美笹循環専用車両に日野自動車社製ポンチョロング(ディーゼル)を導入。これにより戸田市コミュニティバス専用車両は全て日野自動車社製ポンチョに。
- 2023年（令和5年）11月13日- 美笹循環を除くバスに交通系ICカードを導入。これにより交通系ICカードで支払いができるようになった[25]。

## 運賃・乗車券類

### 運賃
- 全路線とも、運賃は小学生以上100円均一、未就学児は無料。
- 運賃は乗車時の先払い方式であり、すべての路線で前乗り後ろ降りである(美笹循環の小型車は前乗り前降りである。)
- 運賃支払いは現金またはSuica、PASMO等の交通系ICカードが使える。
- コミュニティバス「toco」専用1日乗車券（200円）、コミュニティバス「toco」専用回数券（11枚綴り1,000円、以下回数券）が発売されており、バス車内で乗務員から購入できる。
- 国際興業バスの自社回数券や1日乗車券は使えない。
- 戸田市内の一部店舗で2000円以上の買い物をすると、帰りのコミュニティバス「toco」の乗車券をもらうことができる。

### 乗継制度
コミュニティバス「toco」同士、および路線バスからコミュニティバスへは無料で乗り継ぐことができる。乗り継ぎの際は、降車時に乗務員から乗継券を受け取る。
乗り継ぎ可能な停留所は以下に限られる。
- コミュニティバス「toco」同士の乗り継ぎ
  - 乗り継ぎ可能停留所:戸田公園駅西口、下笹目
- 路線バスからコミュニティバス「toco」への乗り継ぎ
  - 乗り継ぎ可能停留所:戸田公園駅西口、下笹目、北戸田駅

### 地域通貨
戸田市の地域通貨「戸田オール券」100オールを回数券1枚、1000オールを回数券1冊（11枚）と交換することができる（交換場所は戸田市ボランティア・市民活動支援センターTOMATO）。また、100オール券1枚で「toco」に乗車することもできる（10オール券10枚での乗車は不可）。その他に、戸田市商業協同組合が発行する「とだオールカード」の満点カード3枚（12,6000円以上の買い物）を回数券2冊と交換することができる（交換場所は指定されたチケット交換店）。

## 路線
全路線が戸田公園駅西口または下笹目停留所を起終点とする循環路線である。戸田公園駅西口と下笹目では他の路線に無料乗継が可能である（#乗継制度の節を参照）。
各路線にはラインカラーが付与されている。バス停留所はラインカラーごとに色分けされており、運行経路順にバス停番号が付記されている。また専用車両の車体色もラインカラーに合わせている。
国際興業バスの担当路線には系統番号が付与されている。ただしコミュニティバス「toco」の路線図や時刻表、車両の行先表示器には表示されない。
本節では主要停留所のみ掲載する。

### 現行路線

#### 喜沢循環
- 戸田01系統：（川岸循環から直通 - ）0.戸田公園駅西口 → 3.戸田中央総合病院 → 5.戸田市役所南 → 7.中島病院 → 10.中町公園 → 12.とだ小林医院 → 17.喜沢橋 → 22.こぶし公園前 → 23.障害者福祉会館北 → 0.戸田公園駅西口（ - 川岸循環へ直通）

国際興業バス戸田営業所が運行を担当。ラインカラーはオレンジ。
2011年1月15日まで運行されてきた東循環の2系統化に伴う再編によって開設された路線で、戸田公園駅から中町公園、喜沢方面を循環する路線である。戸田公園駅西口で7:40から18:10までの間の30分おきに運行されている。喜沢循環を走り終えた車両は戸田公園駅西口にて「川岸循環」へ直通する。ラインカラーは東循環のオレンジを受け継いだ。

#### 川岸循環
- 戸田11系統：（喜沢循環から直通 - ）0.戸田公園駅西口 → 3.戸田中央総合病院 → 6.戸田市役所 → 7.蕨警察署南 → 10.中島病院 → 16.こぶし公園前 → 18.障害者福祉会館前 → 20.川岸南 → 22.ボートコース入口 → 0.戸田公園駅西口（ - 喜沢循環へ直通）

国際興業バス戸田営業所が運行を担当。ラインカラーはレッド。
2011年1月15日まで運行されてきた東循環の2系統化に伴う再編によって開設された路線で、戸田公園駅から蕨警察署、川岸方面を循環する路線である。戸田公園駅西口で7:25から18:25までの間の30分おきに運行されている。川岸循環を走り終えた車両は戸田公園駅西口にて「喜沢循環」へ直通する。ラインカラーはレッドが新たに設定された。また系統番号は新たに戸田11が付与された。

#### 西循環
- 戸田02系統：0.下笹目 → 7.氷川町 → 13.戸田公園駅西口 → 16.新曽南一丁目 → 21.戸田駅 → 24.スポーツセンター → 25.図書館・博物館 → 0.下笹目

国際興業バス戸田営業所が運行を担当。ラインカラーはライトブルー。
下笹目から氷川町地区、戸田公園駅、戸田駅、スポーツセンター、笹目地区を循環する路線である。下笹目始発7:30から18:30までの間の1時間おきに運行されている。

#### 南西循環
- 戸田04系統：0.下笹目 → 6.早瀬会館 → 10.新曽南三丁目 → 13.戸田公園駅西口 → 16.県営戸田公園 → 19.戸田公園駅南 → 22.新曽南三丁目 → 27.聖橋 → 0.下笹目

国際興業バス戸田営業所が運行を担当。ラインカラーはライトグリーン。
下笹目から早瀬地区、新曽南地区、戸田公園駅を循環する路線である。循環とはなっているものの、下笹目から戸田公園駅方面と戸田公園駅方面から下笹目方面において一部区間で経路が異なるのみである。下笹目始発8:00から18:00までの間の1時間おきに運行されている（ただし、16時台は運行されない）。

#### 美笹循環

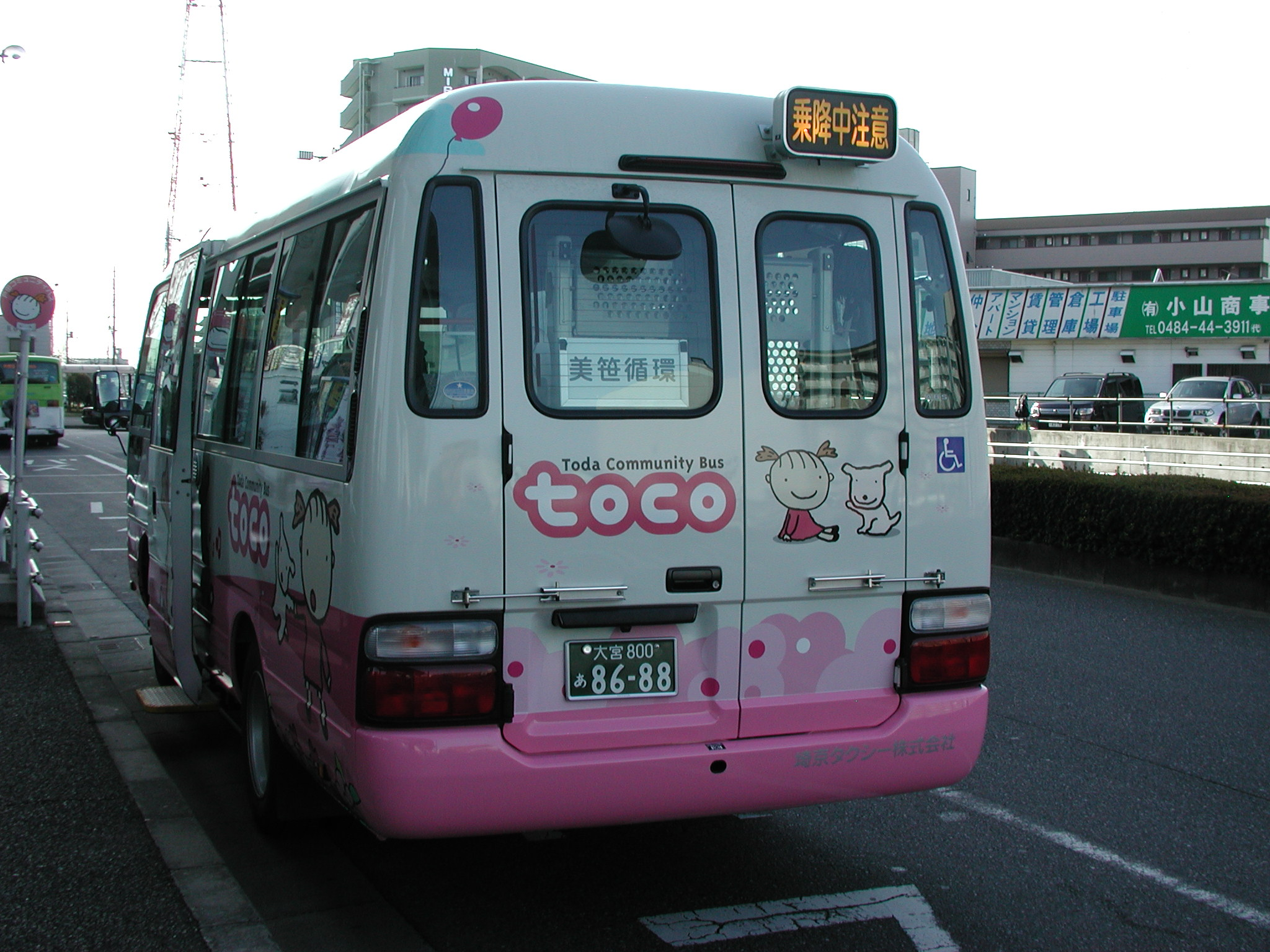
美笹循環専用車のマイクロバス
後部には車椅子専用リフトが備え付けられており、車椅子利用者はここから乗降する。

- 系統番号なし：0.下笹目 → 4.市民医療センター → 7.惣右衛門公園 → 12.北戸田駅 → 19.美女木二丁目 → 25.道満（ここでは10分停車） → 28.美笹支所 → 0.下笹目

埼京タクシーが運行を担当。ラインカラーはピンク。
下笹目から笹目地区、北戸田駅、さいたま市南区に隣接する美女木地区を循環する路線である。下笹目始発7:30から18:30までの間の1時間おきに運行している。
2009年3月9日からはマイクロバス車両が使用されている。従来のワンボックスカーと比較して車内が広くなったほか、補助ステップや2台分の車椅子用スペース、車内放送、降車ブザーが新たに搭載された。2014年4月から小型ノンステップバスの日野・ポンチョ（ショートボディ）が美笹循環の運用車両に加わった。さらに2021年4月からにはマイクロバス車両と入れ替わりで、ノンストップバスの日野・ポンチョ（ロングボディ）が美笹循環に加わった。
マイクロ車両がメインで走っていた時代はマイクロ車両が点検などで運用できない場合は9人乗りのワンボックスカーが使われていたが、万が一満席となった場合には乗務員が無線で通常のタクシー車両を呼び出して対応していた。タクシー車両到着後、乗務員にて同ルート内の指定停留所名を告げることで、運賃は100円のまま乗車することができた。

### 廃止路線

#### 東循環
- 戸田01系統：0.→2.戸田中央総合病院→5.戸田市役所→9.中島病院→16.喜沢記念会館→26.福祉青少年会館前→29.ボートコース入口→0.戸田公園駅西口

国際興業バス戸田営業所が運行を担当。ラインカラーはオレンジ。
戸田公園駅から戸田市役所、上戸田、喜沢方面を循環する路線である。戸田公園駅西口で7:30から18:20までの間の20分または25分おきに運行されていた。路線及び車体カラーはオレンジとなっている。2011年1月16日の東循環の再編による2系統化に伴い、同年1月15日をもって運行を終了した。

### 専用バス停留所

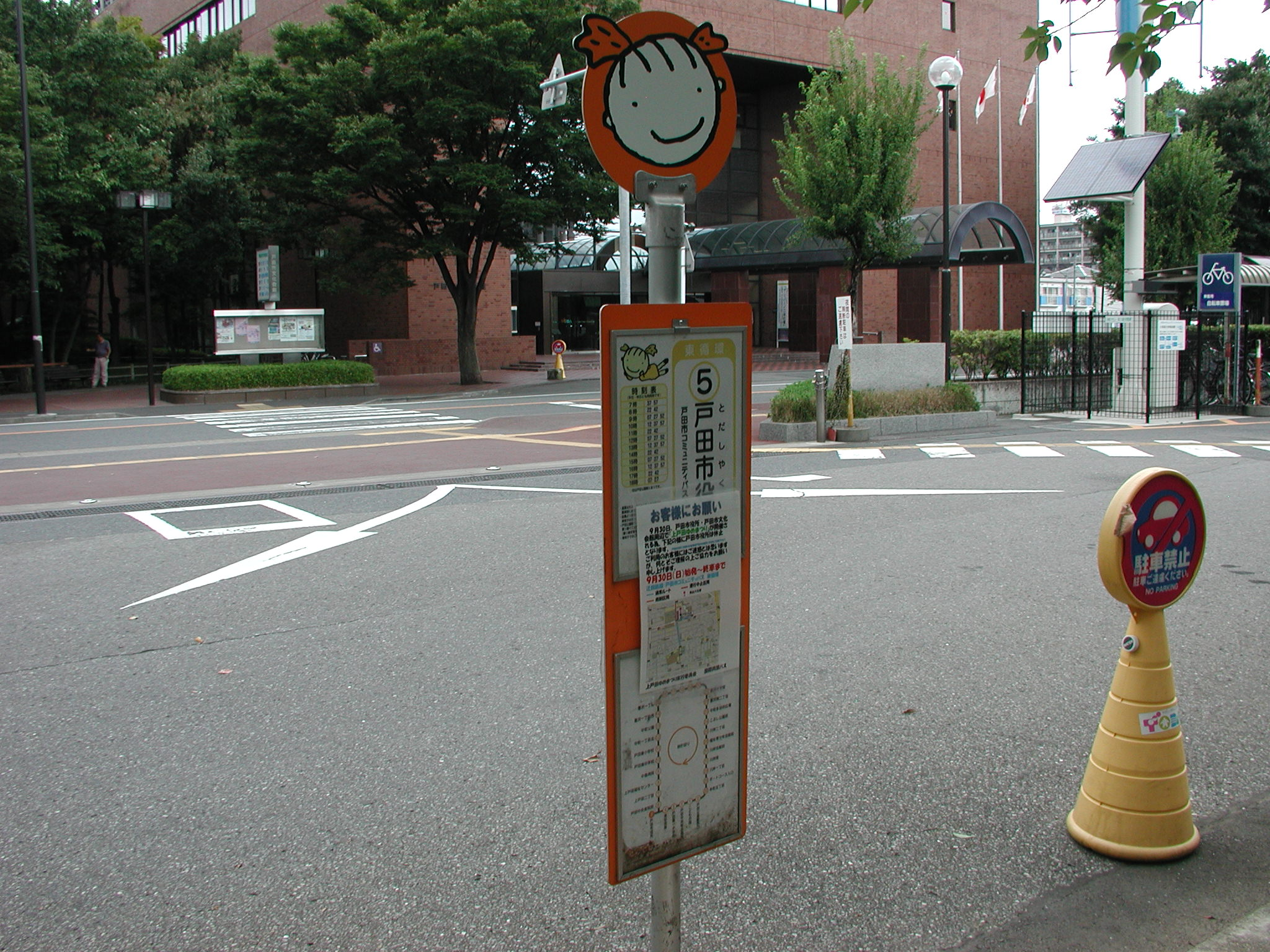
東循環のバス停（廃止路線）
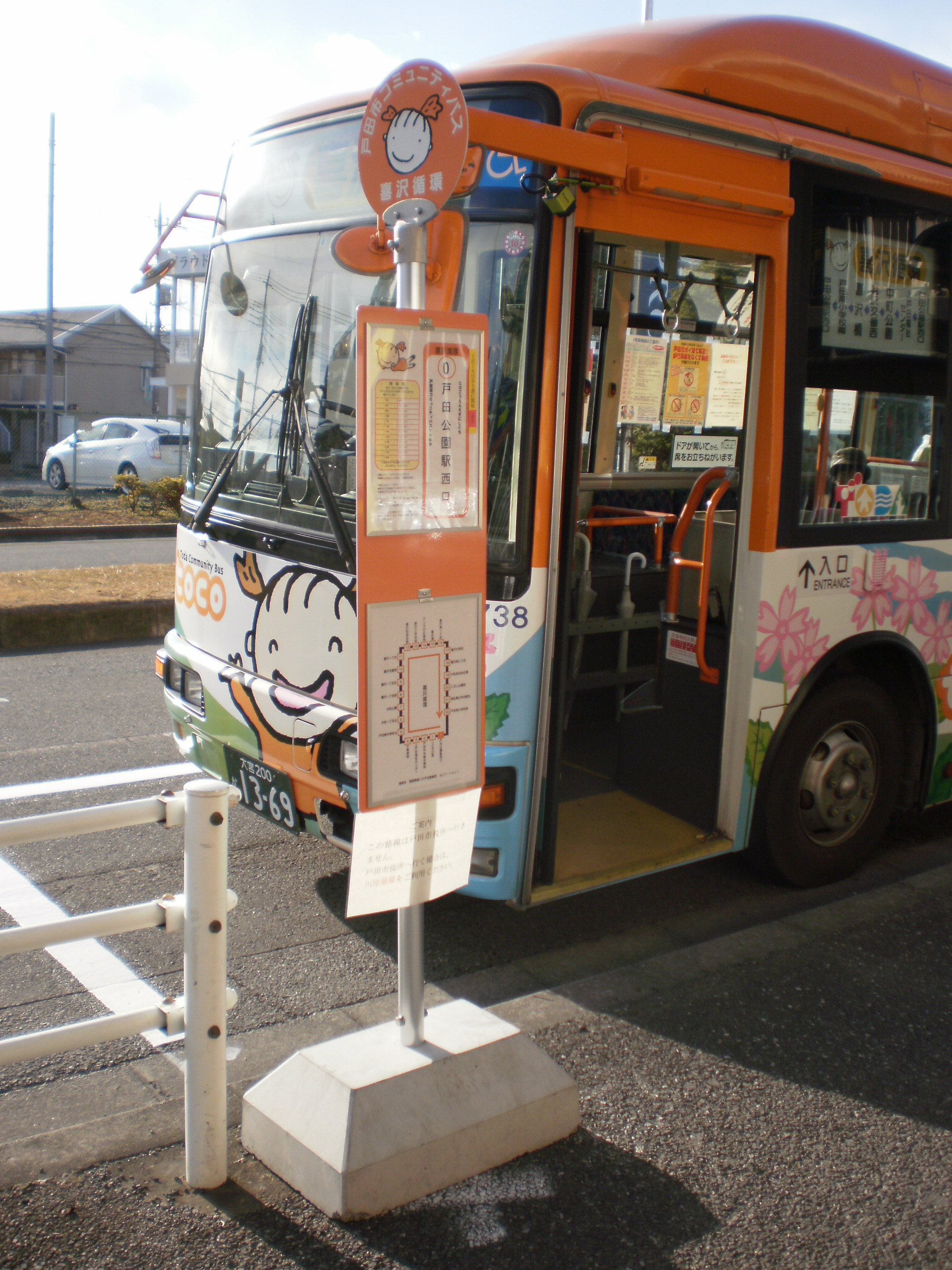
喜沢循環のバス停
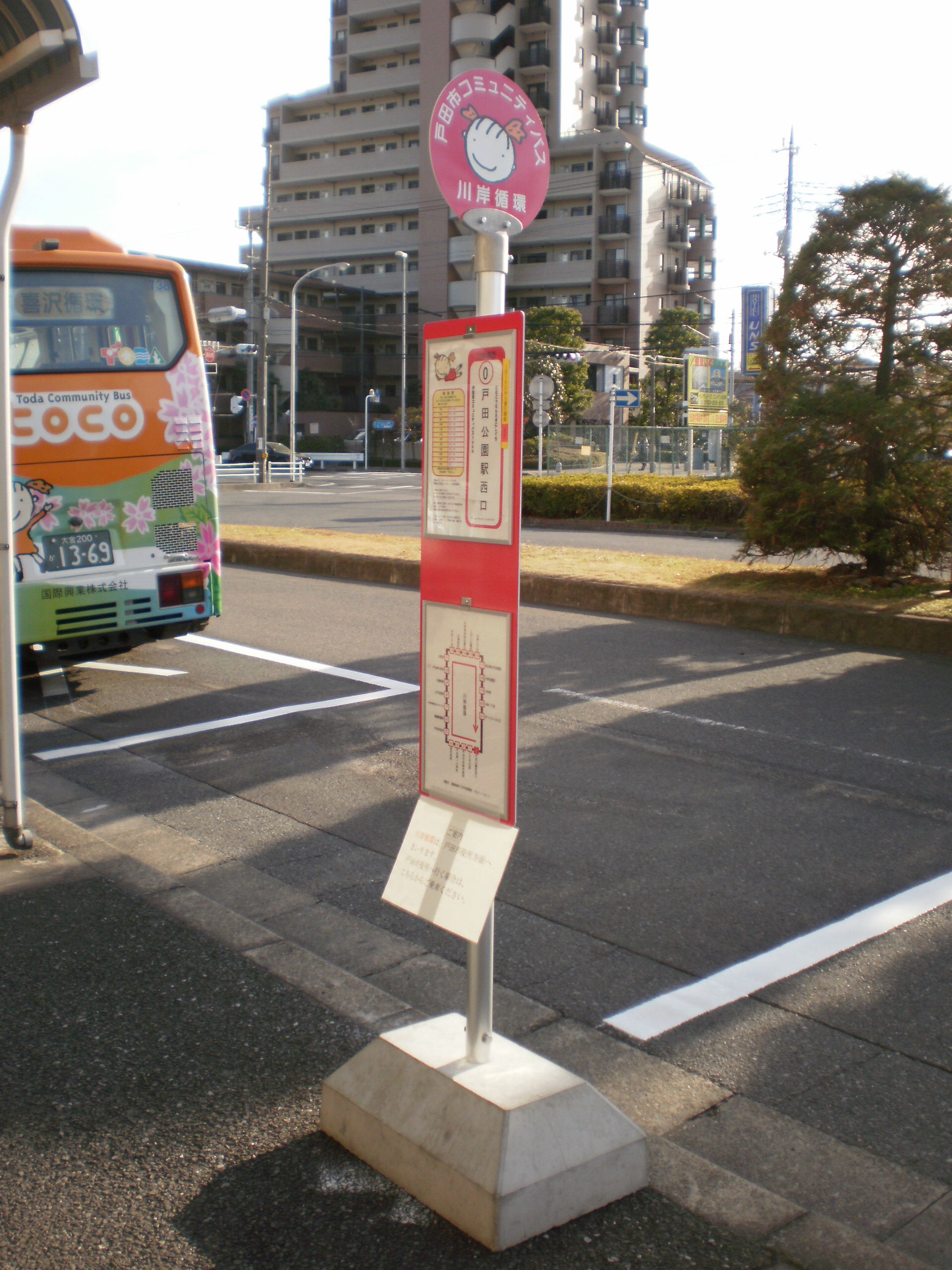
川岸循環のバス停
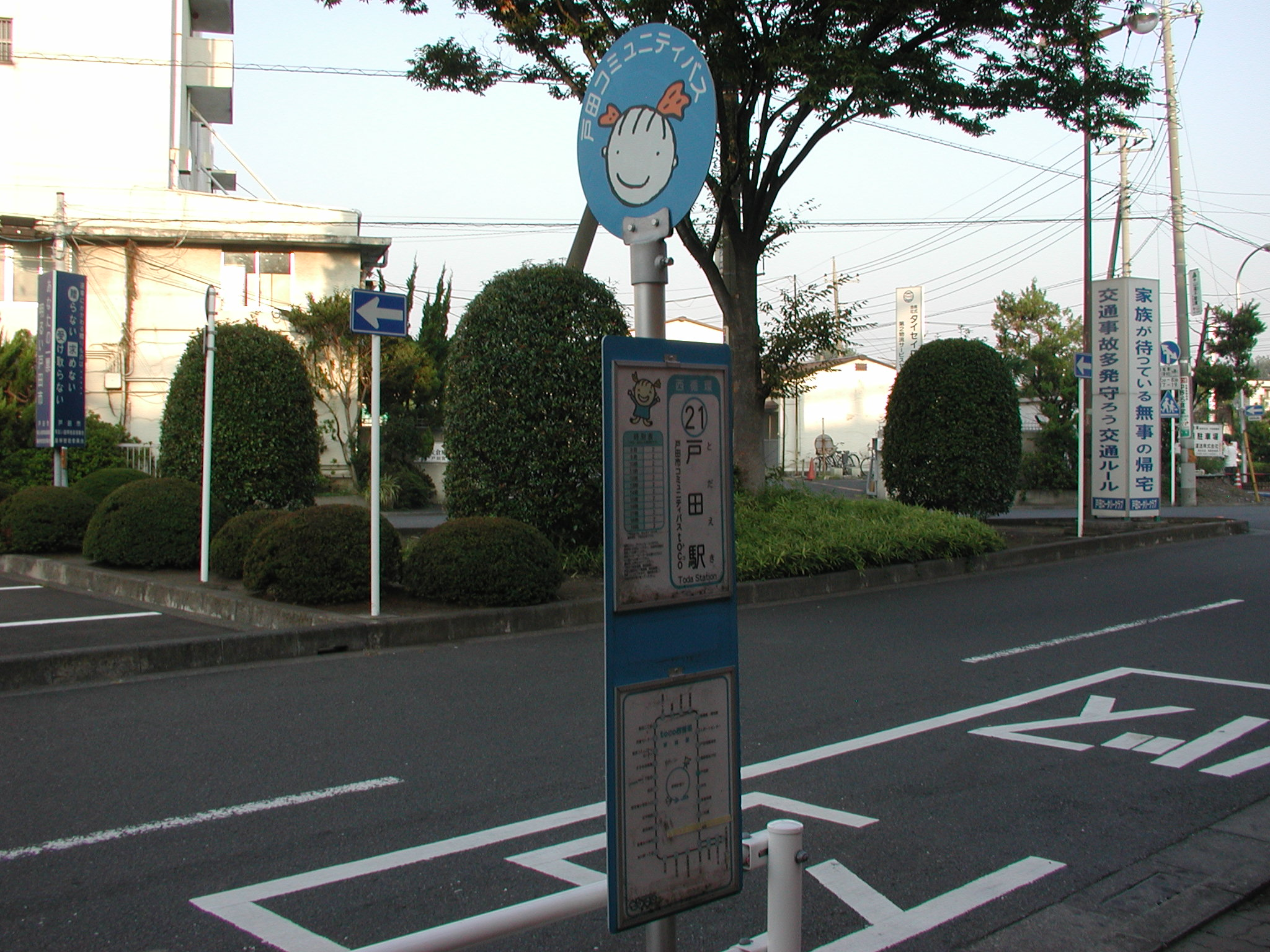
西循環のバス停
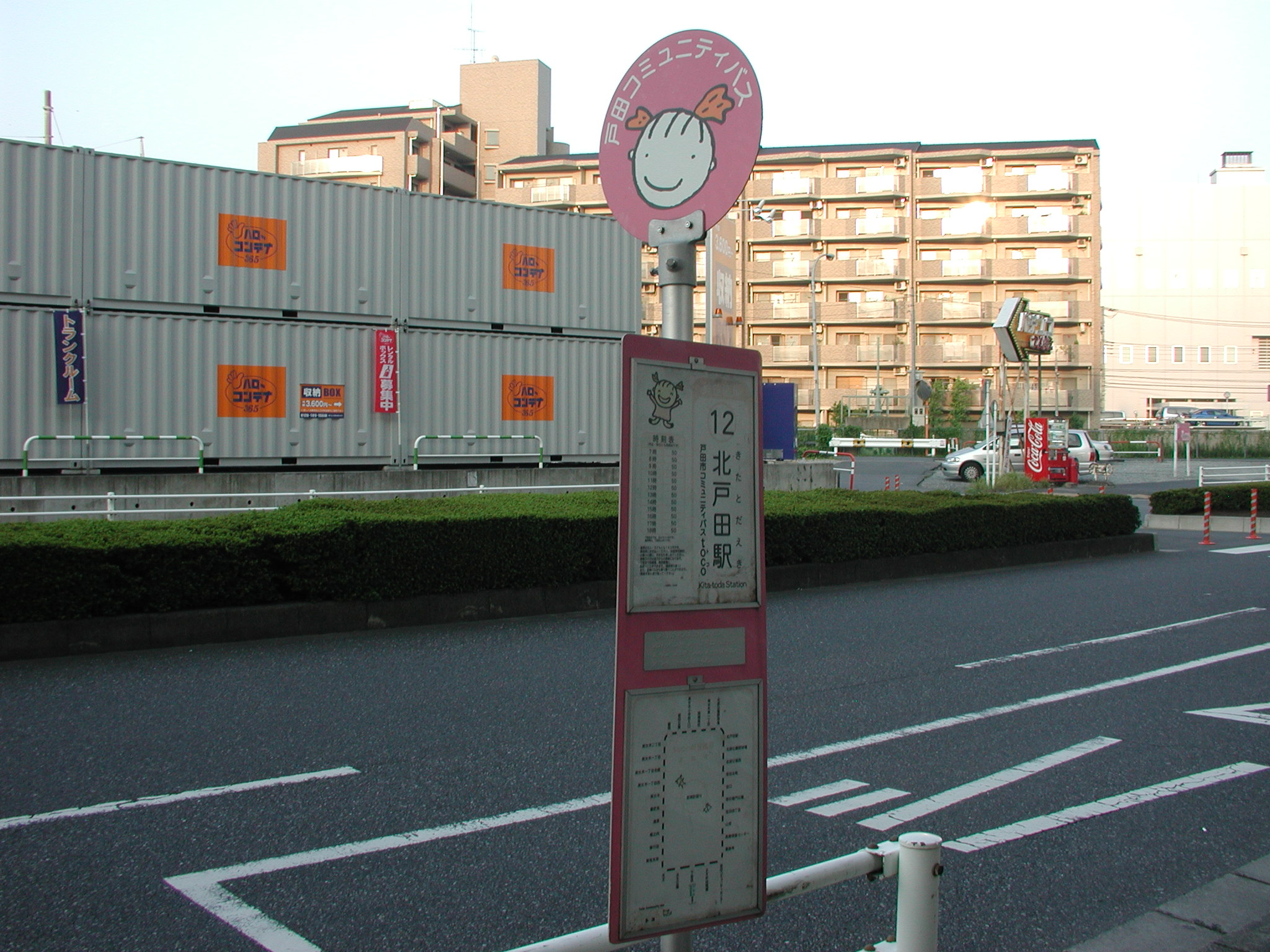
美笹循環のバス停
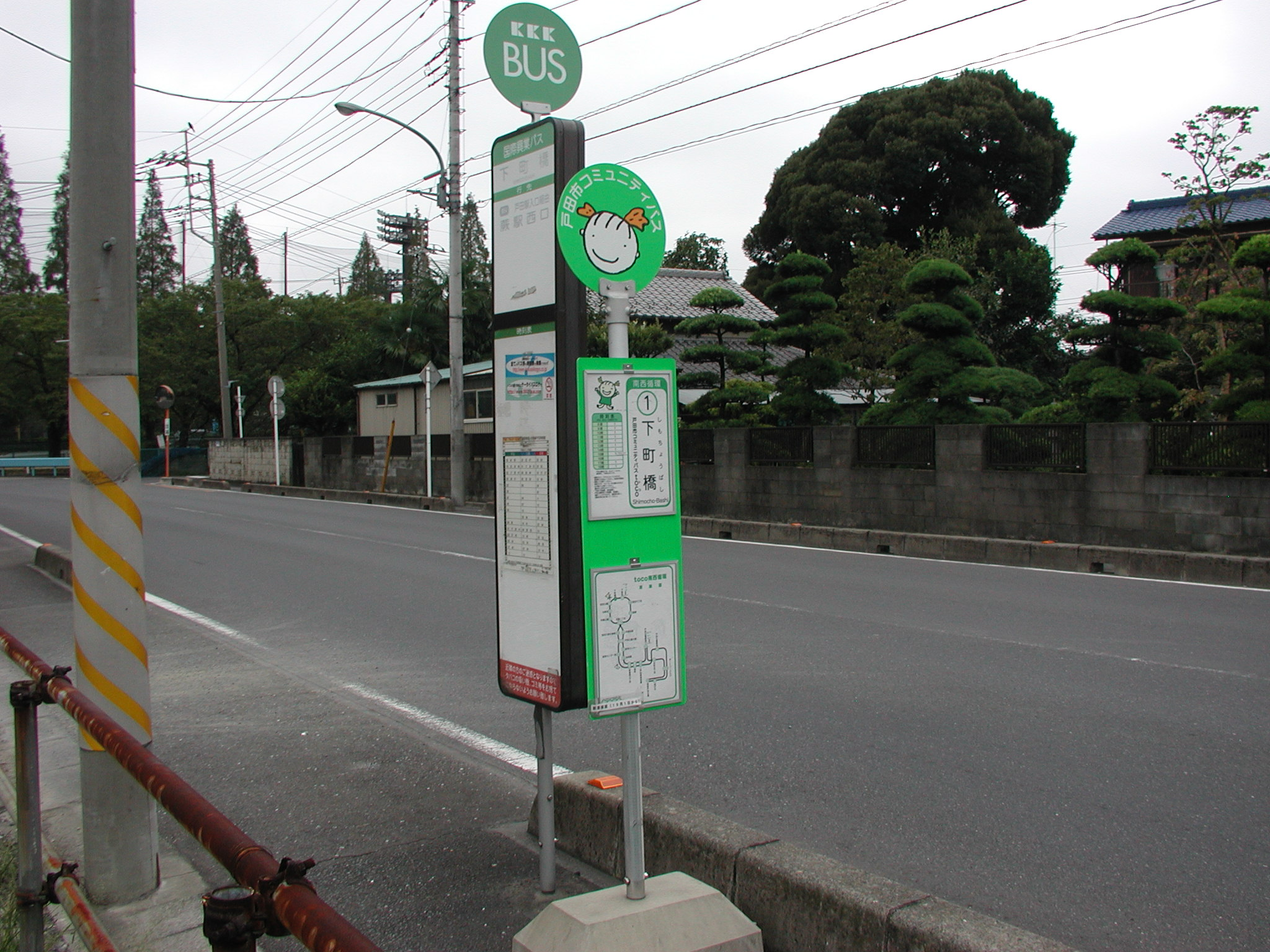
南西循環のバス停（前側）

## 車両
各路線の車両には、マスコットキャラクター「tocoちゃん」と、各路線の沿線に合ったテーマ毎のイラストがラッピングされている。
東循環では、2001年の運行開始時にクセニッツ社製の小型ノンステップバスが導入され、2台在籍し各1種類が存在し、2006年まで使用された。クセニッツ車は故障が頻発して輸入車ということもあり、運行開始から2003年までの間に2台合計で総額約692万円と言う多額な修理経費がかかった。そのため、2006年9月にクセニッツ車が耐用年数を迎えることを機に、西循環と同じ三菱ふそう・エアロミディME（CNG車）へ置き換えることを決定した。
現在は、喜沢/川岸循環・西循環・南西循環には日野自動車社製のポンチョロングが、それぞれ用いられている。また、これらの4路線の専用車両が車両点検に入った場合には、同路線の専用行先表示を収録した国際興業色のいすゞ・ジャーニーJが代車として使用される。
美笹循環線は、日野・ポンチョ（ショートボディ）またはポンチョ（2ドアロングボディ）が用いられ、基本的にはいずれか一方の車両で終日運行されている。ただし、2021年4月にポンチョ（2ドアをロングボディ）が運用に入るまでは、ポンチョ（ショートボディ）が下笹目発7:30 - 12:30台の便に、マイクロバスのトヨタ・コースターが下笹目発13:30 - 18:30台の便に運用されていた。

### 現行車両

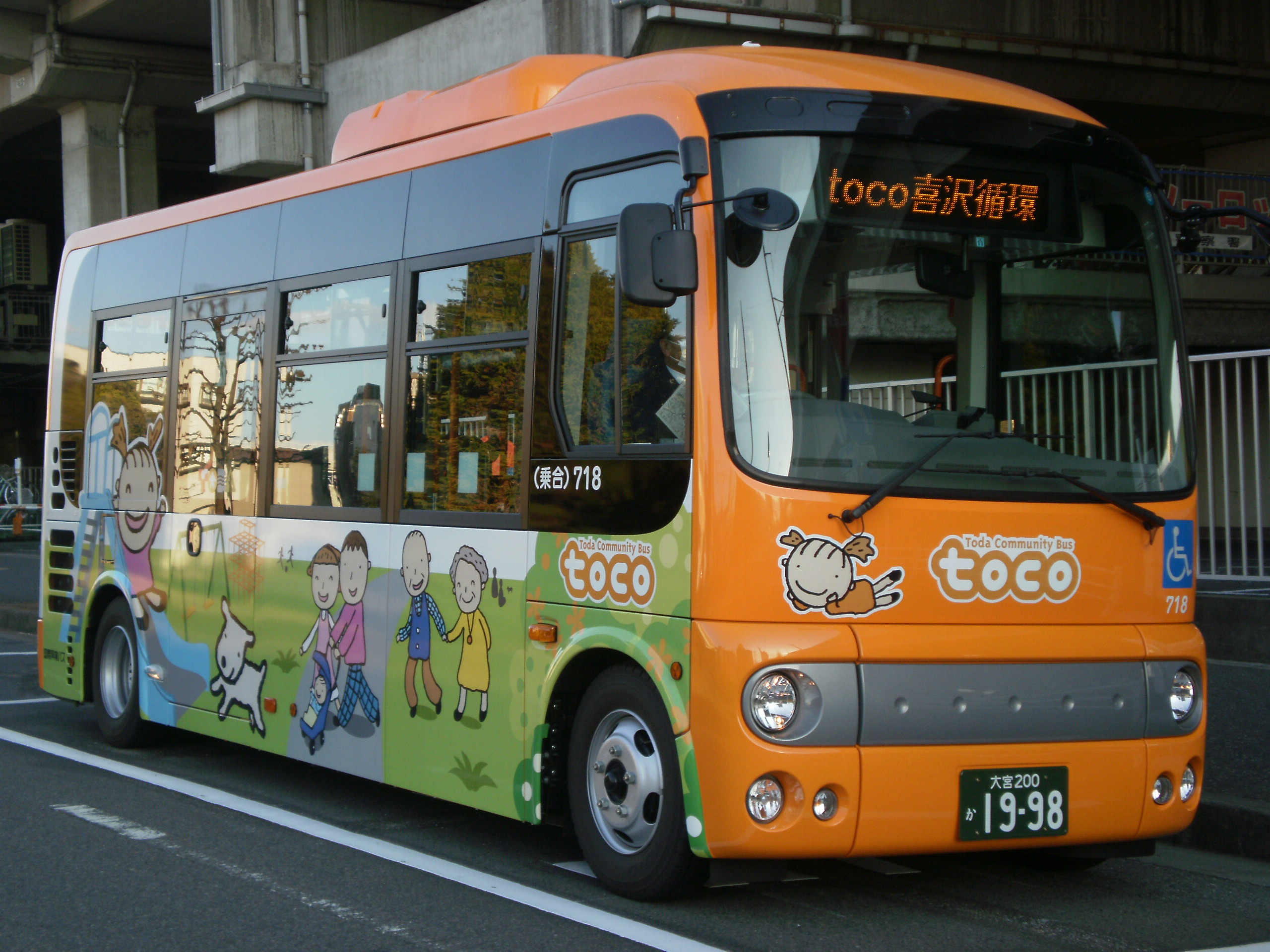
喜沢/川岸循環兼用車両「元気な街」 国際興業戸田営業所所属、718号車、日野・ポンチョ、BDG-HX6JLAE 国際興業色に変更され予備車として使用。
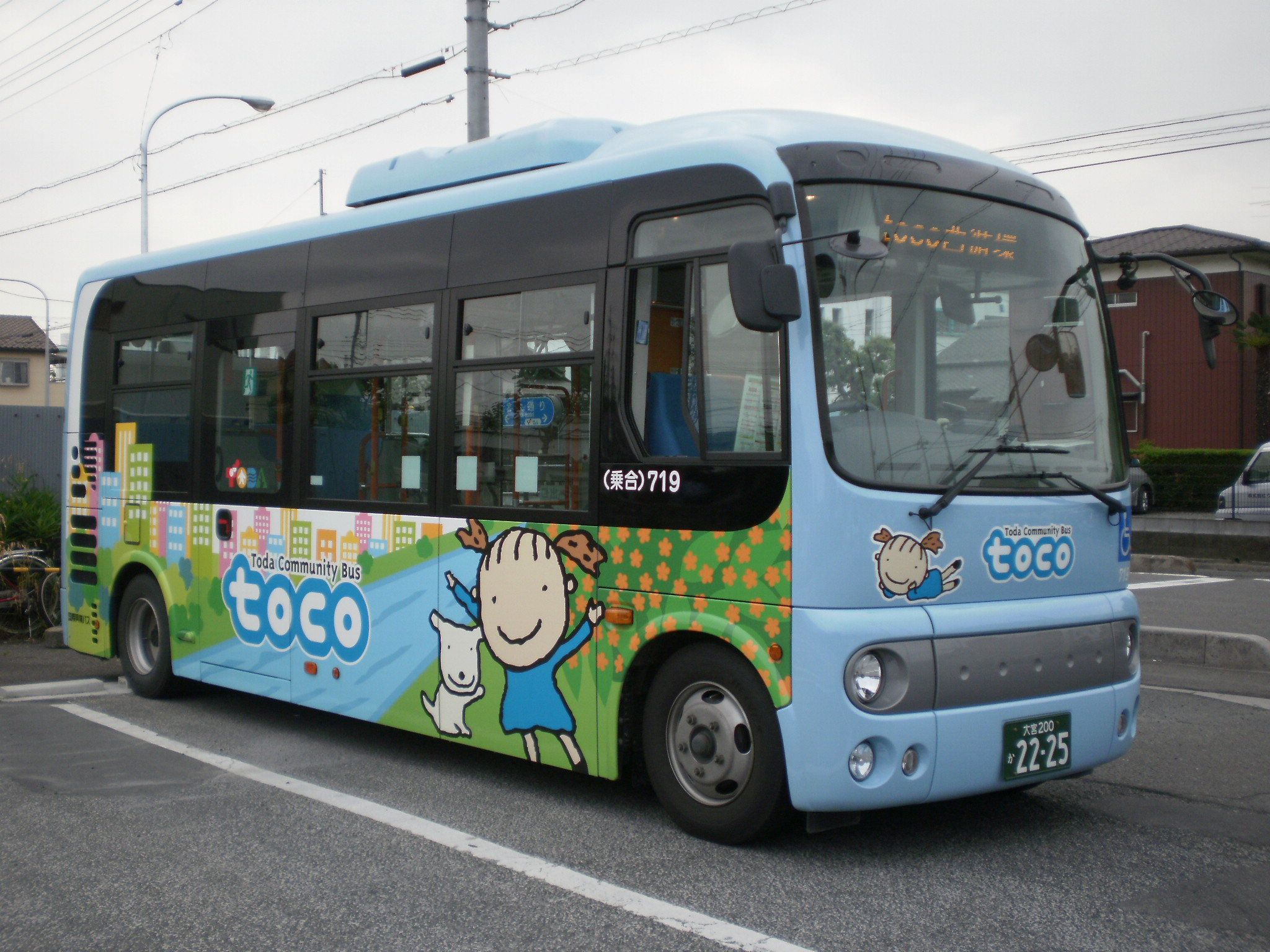
西循環専用車両「川辺の街」 国際興業戸田営業所所属、719号車、日野・ポンチョ、SKG-HX9JLBE
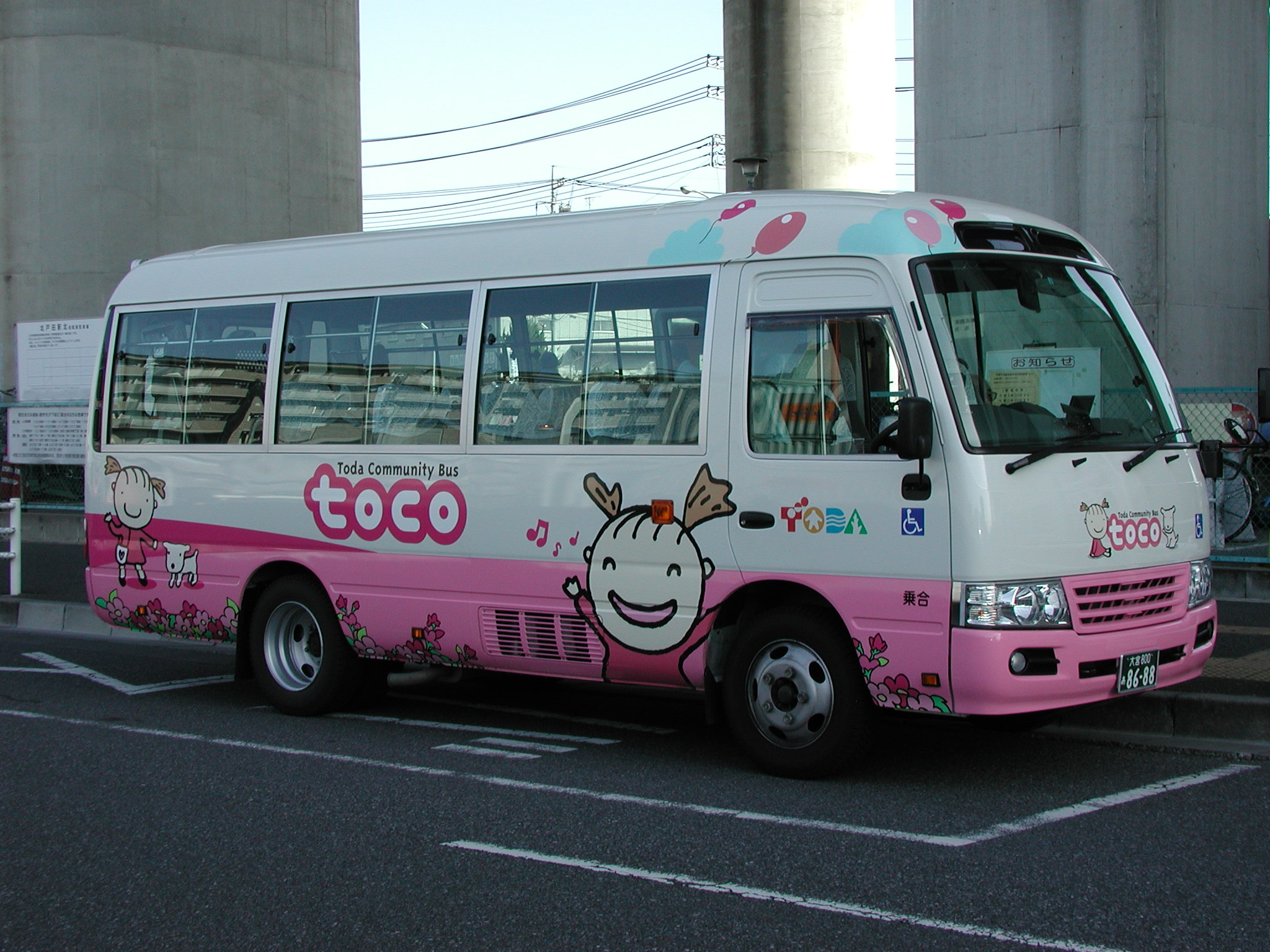
美笹循環専用車両「花の公園」 埼京タクシー所属、トヨタ・コースター、BDG-XZB40-VTPENT
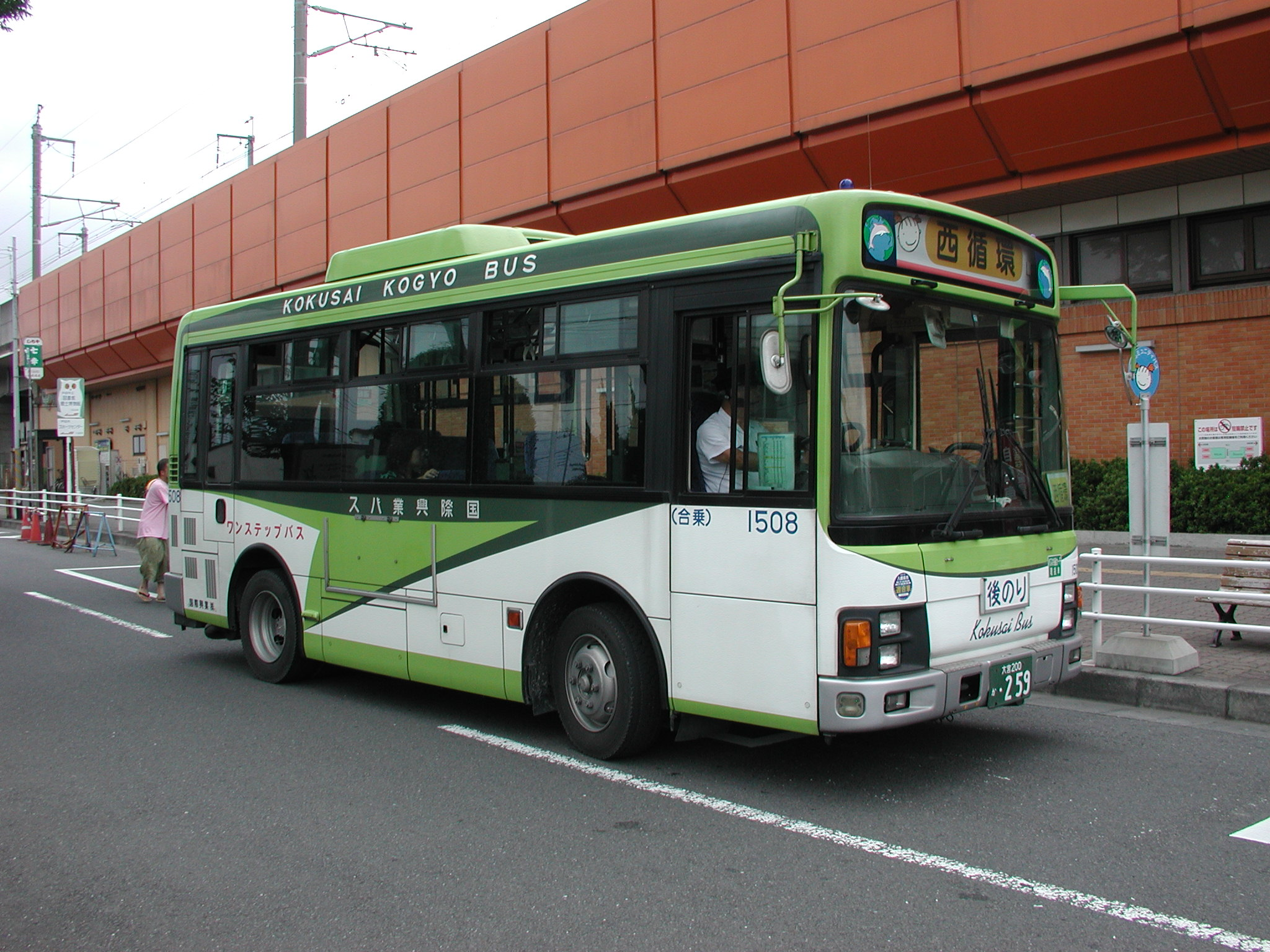
国際興業色の代走車 国際興業戸田営業所所属、1508号車、いすゞ・エルガミオ、KK-LR233E1

### 過去の車両

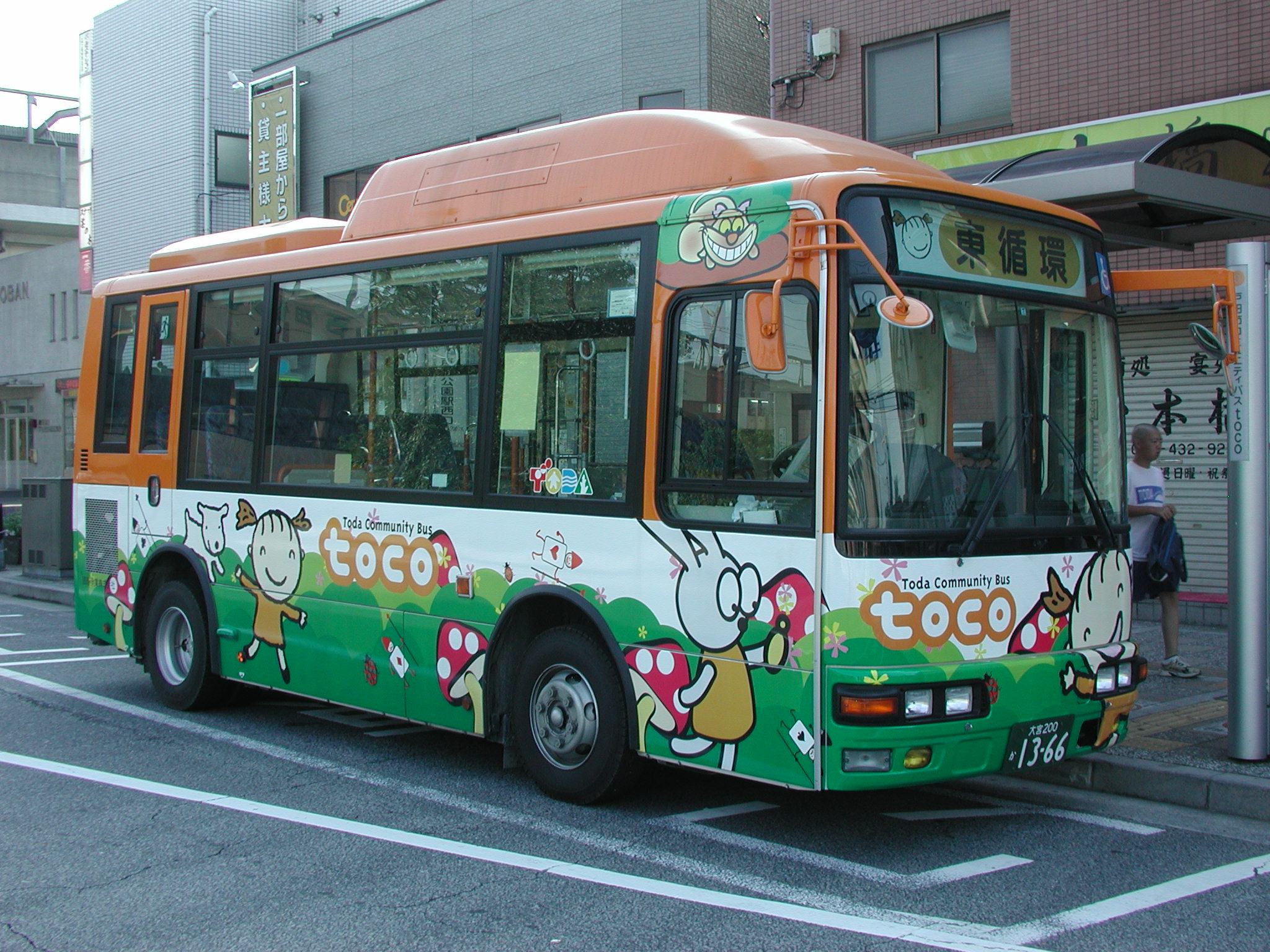
喜沢/川岸循環兼用車両「アリス」（画像は東循環運行当時のもの） 国際興業戸田営業所所属、737号車、三菱ふそう・エアロミディME、PA-ME17DF改 東循環分割再編以前は同循環の専用車両だった。除籍前には国際興業色になり、予備車として使用されていた。
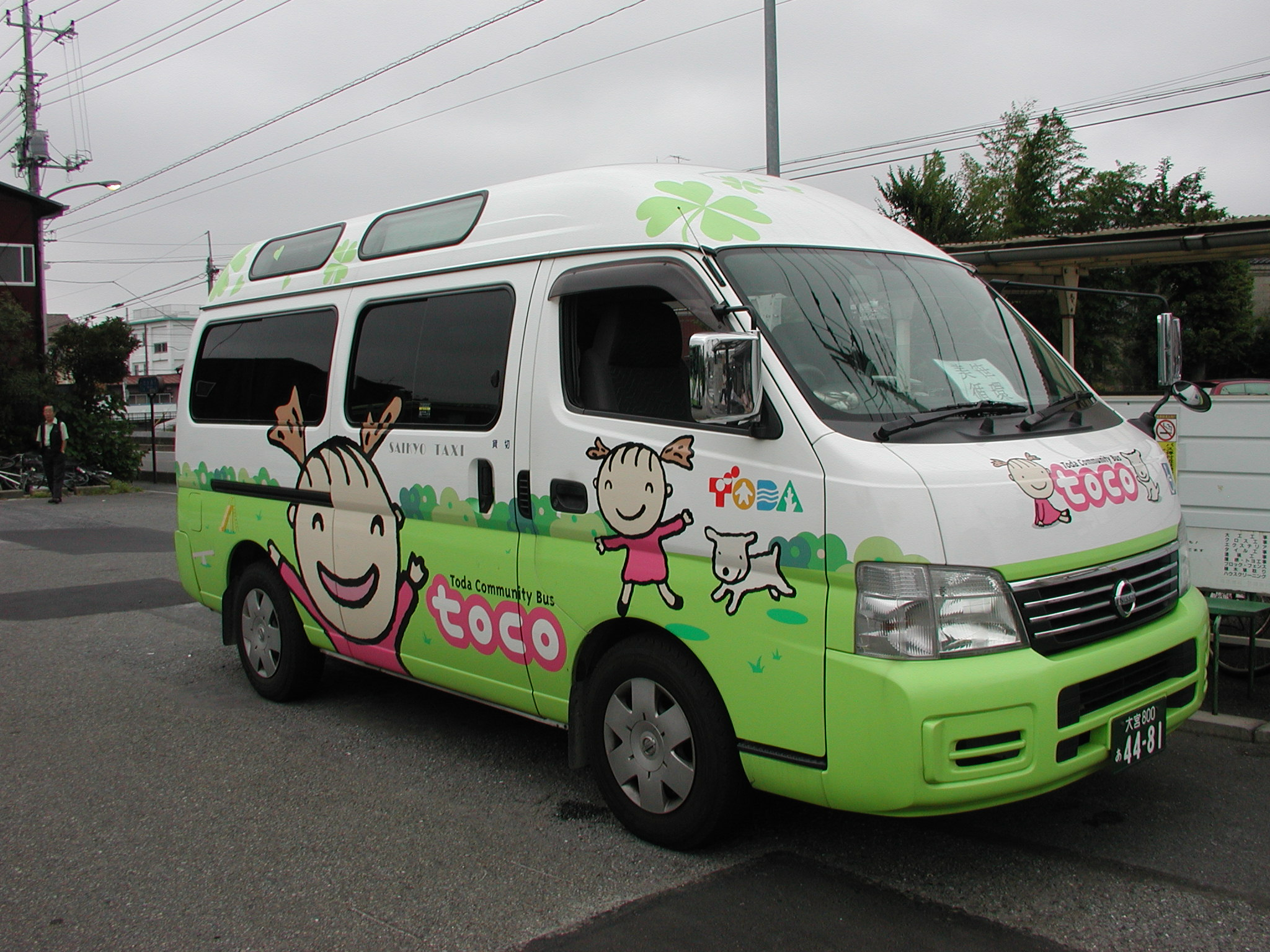
美笹循環専用車両「緑の公園」 埼京タクシー所属、日産・キャラバン 主に下笹目発7:30 - 12:30台の便にて運用された。
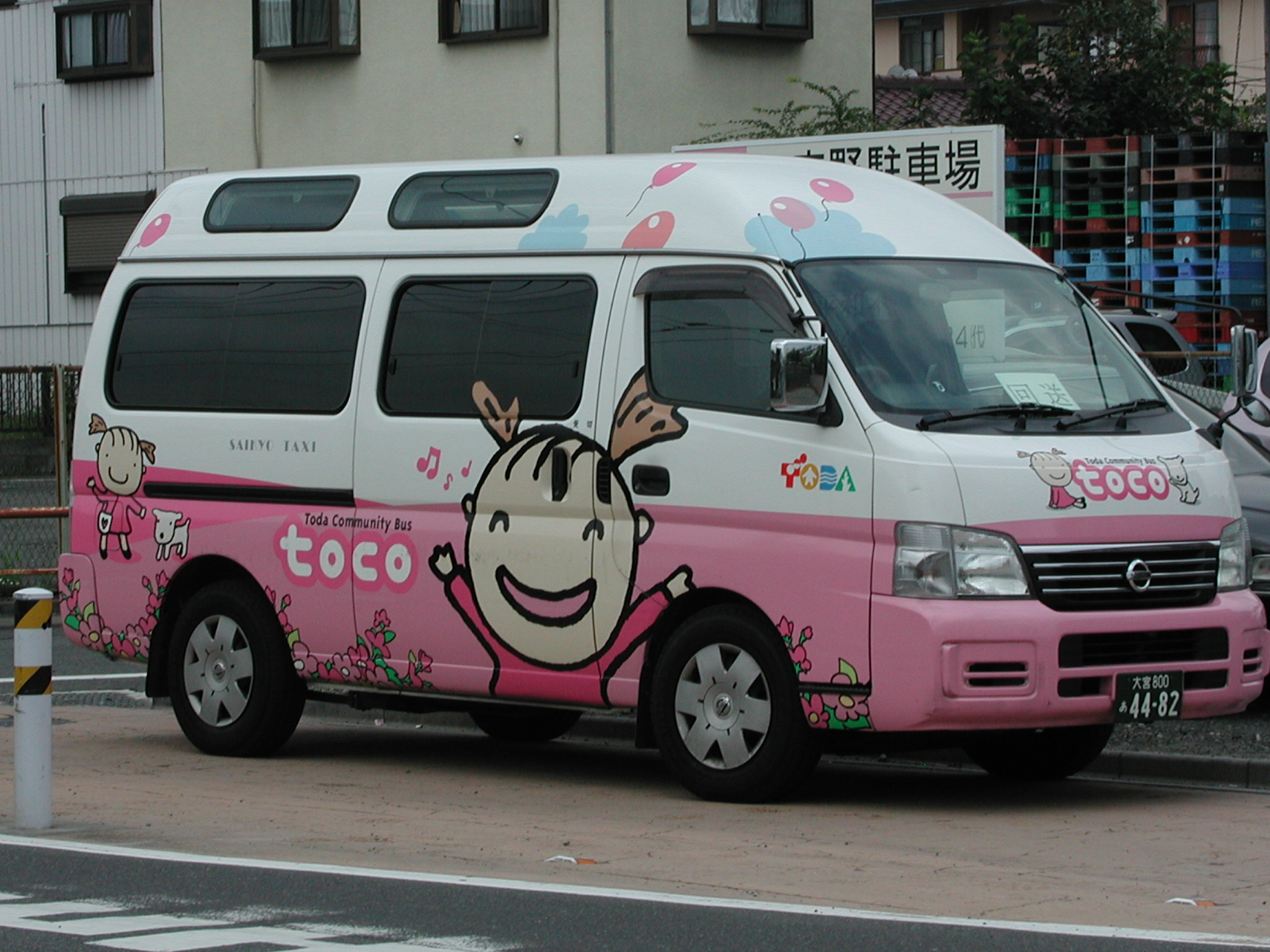
美笹循環専用車両「花の公園」 埼京タクシー所属、日産・キャラバン マイクロ車投入以前までは主に下笹目発13:30 - 18:30台の便にて運用されたが、投入後以降は点検時のみに使用される予備車両となった。
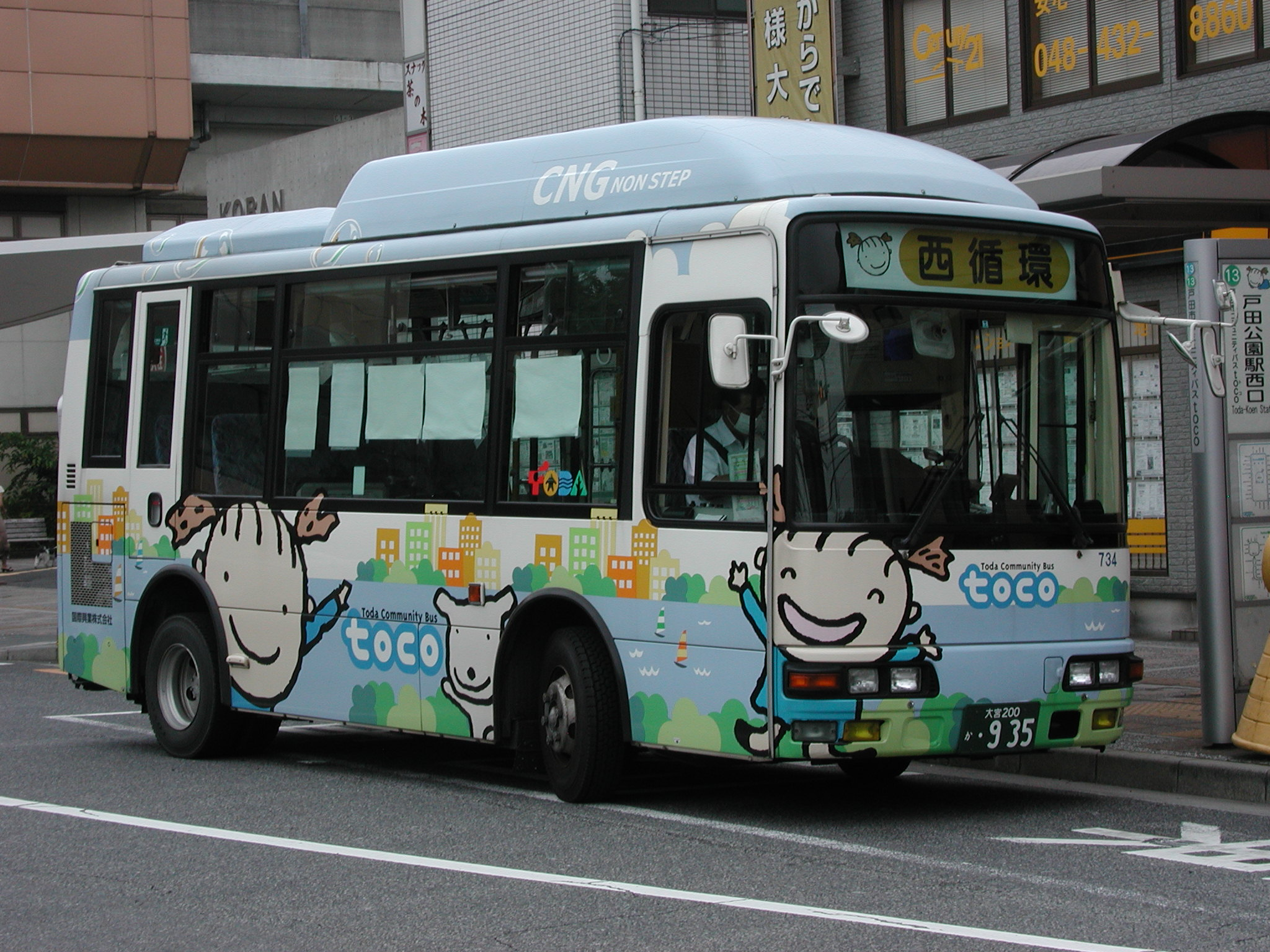
西循環専用車両「川辺の街」予備車 国際興業戸田営業所所属、734号車、三菱ふそう・エアロミディME、KK-ME17DF改
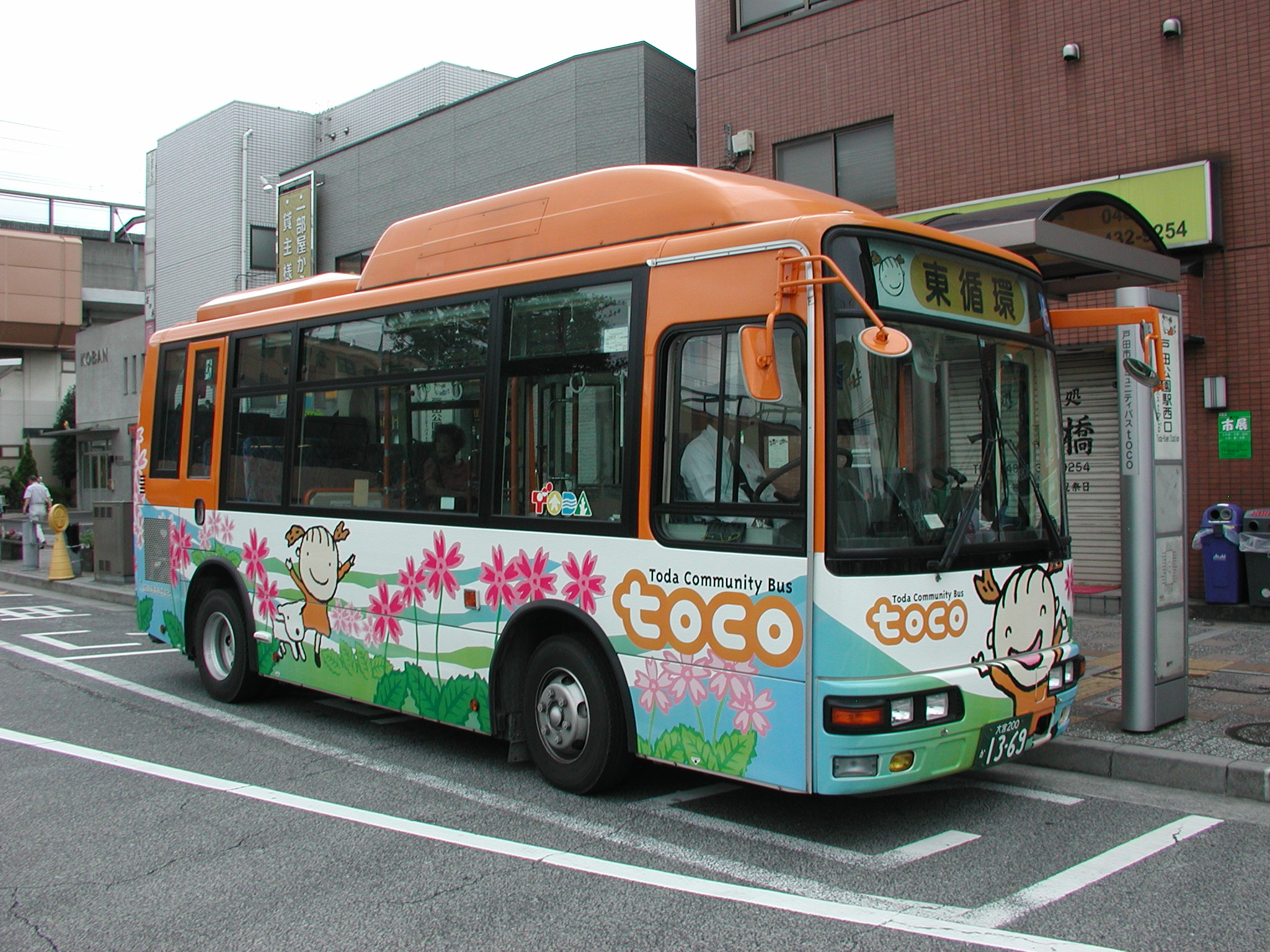
喜沢/川岸循環兼用車両「サクラソウ」（画像は東循環運行当時のもの） 国際興業戸田営業所所属、738号車、三菱ふそう・エアロミディME、PA-ME17DF改 東循環分割再編以前は同循環の専用車両だった。
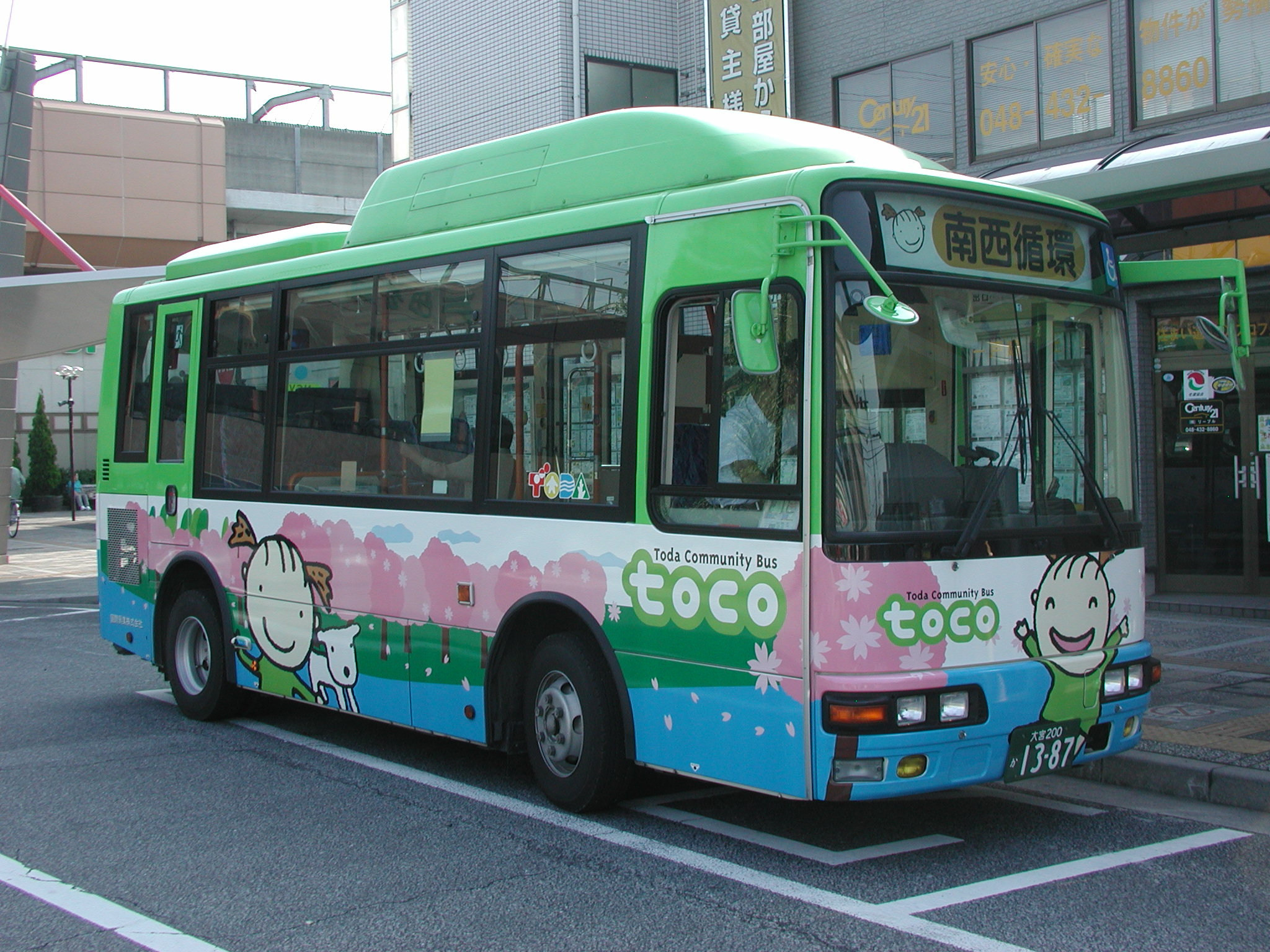
南西循環専用車両「水辺の桜並木」 国際興業戸田営業所所属、739号車、三菱ふそう・エアロミディME、PA-ME17DF改